# 이기호 (아나운서)
이기호(1972년~)는 대한민국의 케이블 방송국 KBS N 스포츠의 스포츠 캐스터이자 현 아나운서 차장으로 배구 중계를 담당하고 있다.

## 생애
중앙대학교 대학원 신문방송학과를 졸업하였다. 2000년 스포츠전문 케이블방송인 SBS 스포츠의 1기 아나운서로 입사하였으며, 2003년 KBS N 스포츠로 옮겨 현재까지 야구와 배구 중계 캐스터로 활동하고 있다.

## 고유 멘트
- 쭉쭉 뻗어 나갑니다(혹은 날아갑니다)!!! (홈런성 타구가 나올때)
- 좌측(우측)으로 쭉쭉 뻗어갑니다! OO의 시즌 O호 홈런!
- OOO! OOO! OOO입니다!(홈런쳤을 때)
- 코트를 때립니다. (배구 단골멘트)